# ایگور ساروخانوف
ایگور آرمنی ساروخانوف (روسی: Игорь Арменович Саруханов؛ زادهٔ ۶ آوریل ۱۹۵۶) آهنگ‌ساز، موسیقیدان سبک راک، و هنرمند اهل ارمنی‌تبار روسیه است.

## زندگی‌نامه
وی در ۶ آوریل ۱۹۵۶ در سمرقند به دنیا آمد و در کالج موسیقایی سمرقند تحصیل نمود. وی عضو گروه راک Tsvety بود و با افرادی همچون آلا پوگاچوا، آن وسکی و غیره کار کرده‌است. از سال ۱۹۸۵ به صورت انفرادی فعالیت می‌کند و در این مدت ۱۰ آلبوم منتشر نموده‌است. وی همچنین برندهٔ جوایزی Merited Artist (۱۹۹۷) همچون شده‌است.

## نگارخانه

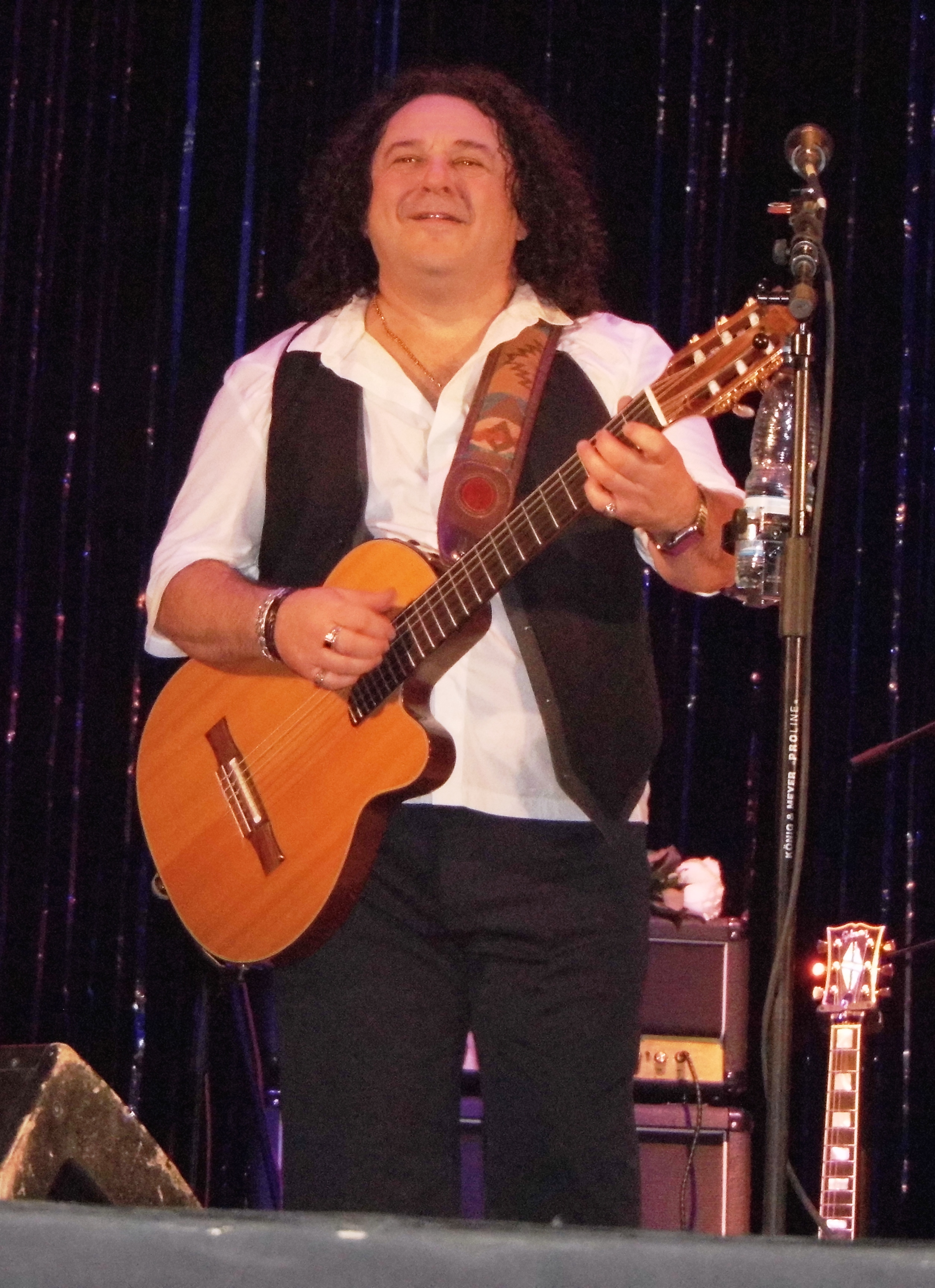